# Hans-Jörg Böckeler
Hans-Jörg Böckeler (* 5. September 1944 in Bonn; † 18. März 2018 in Krefeld) war ein deutscher Komponist. 
Böckeler schrieb zahlreiche Neue Geistliche Lieder, vor allem nach Texten von Wilhelm Willms und Klaus Lüchtefeld. Als Kirchenmusiker war er unter anderem an den katholischen Kirchen St. Dionysius (Krefeld, 1966–1975) und Christus König (Duisburg, 1976–1996) tätig. In St. Dionysius begann auch die Zusammenarbeit mit Wilhelm Willms, der dort zur gleichen Zeit Kaplan war. 1996 konvertierte Böckeler zum evangelischen Glauben und war 2004–2017 Kantor an der evangelischen Friedenskirche in Krefeld.
Gemeinsam mit Frank Kirchner (Saxophonist von Herbert Grönemeyer) improvisierte er über Choralthemen. Außerdem leitete er fast fünfzig Jahre lang den Dionysius-Chor Krefeld.

## Werke (Auswahl)
- Der Weinberg steht in Blüte. Erstkommunionmesse nach Texten von Wilhelm Willms. Butzon & Bercker, Kevelaer 1983, ISBN 3-7666-9292-5.
- Credo. Rockoratorium nach dem „Kevelaerer Kredo“ von Wilhelm Willms (1991)
- Der Sternenmantel. Eine Bamberger Messe. Takt-Verlag, Krefeld 2006 (ausgezeichnet mit einem Sonderpreis 2006)